# 新小樽駅
新小樽駅（しんおたるえき）は、北海道小樽市に設置予定の北海道新幹線の駅（仮称）である。

## 概要
天神地区の旧焼却場があった一帯に建設される予定。同駅開業後は乗降客約1200人/日を見込んでいる。
開業後は日本最北端の新幹線駅になる。
在来線の最寄駅は南小樽駅（函館本線）で、南西方向に直線距離で3 kmほど離れる。小樽駅からは南方向に直線距離で4 kmほど離れる。

## 駅周辺
- 国道393号
- 北海道中央バス - (16)(46)奥沢線「宏栄社前」停留所

## その他
2021年3月22日に小樽市が策定したアクションプランによると、札幌市手稲区など、札幌市西部地区から自家用車で当駅を訪問する利用者が見込まれることから、約300台が収容可能の駐車場を整備することが盛り込まれている。また、駐車場以外にも当駅と小樽市中心部を結ぶシャトルバスの運行やタクシー配車システムの導入などの2次交通対策も提案されている。

## 隣の駅
北海道旅客鉄道（JR北海道）
北海道新幹線（事業中）
倶知安駅 - 新小樽駅（仮称） - 札幌駅